# Lisopotik, Iavoriv
Lisopotik (în ucraineană Лісопотік) este un sat în comuna Iasnîska din raionul Iavoriv, regiunea Liov, Ucraina.

## Demografie
Componența lingvistică a localității Lisopotik
     Ucraineană (99,07%)
     Alte limbi (0,93%)
Conform recensământului din 2001, majoritatea populației localității Lisopotik era vorbitoare de ucraineană (99,07%), existând în minoritate și vorbitori de alte limbi.